# Ярац, Виктор Владимирович
Виктор Владимирович Ярац (род.23 октября 1948, поселок Красный Мост, Речицкий район, Гомельская область) — белорусский поэт, литературовед, критик.

## Биография
Родился в крестьянской семье. В 1966 году поступил на филологический факультет Белорусского государственного университета. В октябре 1968 г. вместе с Александром Рязановым и Львом Бартошом выступил инициатором коллективного письма студентов филфака в ЦК КПБ на имя Петра Машерова. Подписи под письмом поставила большинство студентов факультета. В письме требовалось вести преподавание на белорусском отделении филфака на белорусском языке. Письмо вызвал большое недовольство партийного начальства. За студентов заступались некоторые преподаватели, в том числе Нил Гилевич (который был куратором их группы) и Олег Лойко. Лев Бартош вспоминал, как их троих водили к ректору университета Севченко и как этот учёный-оптик высокого уровня, когда трое только переступили порог кабинета, сразу начал называть их «буржуазными националистами» . После того как Александр Рязанов, Виктор Ярац и Валентина Товкун съездили в Зельву к Ларисе Гениюш, два первых зимой 1969 были исключены из БГУ так как не сдали зачёт по военной подготовке (до этого они были отличниками в учёбе). Ярац вспоминал, как ему говорили тогда: «Як можа быць, вы ж — не заходнік, i пайшлi на такое». С помощью Максима Танка продолжил обучение в Гомельском педагогическом институте, на базе которого в 1969 году был открыт университет (окончил в 1970). Был несколько месяцев заведующим сельхозотделом рогачевской районной газеты «Коммунар». В 1970—1971 гг. служил в Советской Армии. Работал на Гомельской студии телевидения. В 1975 г. окончил аспирантуру при кафедре белорусского литературы Гомельского университета, в 1976 г. защитил кандидатскую диссертацию «Рытмічны лад сучаснай беларускай лірыкі». Работает преподавателем этого университета, с 1978 г. — доцент.

## Творчество
Первые стихи опубликовал в газете «Пионер Беларуси» в школьные годы. Активно начал выступать в печати с 1966 г. Автор сборников стихов "«Уваходзіны» (1976), «Добрыца» (библиотека журнала «Маладосць», 1989), «Дняпроўскі бакен» (1992). В 1980 году вступил в Союз белорусских писателей. Выступает в периодической печати по проблемам развития современной белорусской поэзии. Написал учебное пособие для студентов-филологов «Беларускія паэты — лаўрэаты Ленінскай і Дзяржаўнай прэмій СССР» (Гомель, 1983).
Переводит произведения болгарских, литовских, русских, украинских поэтов на белорусский язык.